# Дубинский, Николай Вячеславович
Николай Вячеславович Дубинский (28 декабря 1911 [10 января 1912], Калуга — 23 февраля 2002, Воронеж) — советский актёр театра и кино, театральный педагог, народный артист РСФСР.

## Биография
Николай Вячеславович Дубинский родился 28 декабря 1911 (10 января 1912) в Калуге в семье офицера. Его отец участвовал в Первой мировой войне, был полковником.
В 1933 году окончил Техникум сценических искусств (ныне Российский государственный институт сценических искусств) в Ленинграде (курс Н. В. Петрова).
С 1932 года играл в Ленинградском театре драмы им. Пушкина. С 1935 года работал в театрах Свердловска, Брянска, Орла. В 1943—1952 годах служил в Театре Советской Армии Среднеазиатского ВО в Ташкенте.
С 1952 года — в труппе Красноярского театра. Создал образ В. И. Ленина в спектаклях «Кремлёвские куранты» (1957) и «Третья патетическая» (1959) Погодина.
В 1966—1973 годах играл в Воронежском драматическом театре.
Занимался педагогической деятельностью. В 1957—1960 годах преподавал мастерство актёра в студии при Красноярском театре. С 1965 года в течение 17 лет преподавал в Воронежском государственном педагогическом институте, подготовил более 200 профессиональных актёров.

### Семья
- Жена — актриса и педагог Вера Романцева, заслуженная артистка РСФСР[1].

## Награды и премии
- Заслуженный артист Узбекской ССР (1949)
- Заслуженный артист РСФСР (1957)
- Народный артист РСФСР (13 октября 1960)

## Работы в театре
- «Борис Годунов» Пушкина" — царевич Фёдор
- «Павел Корчагин» — Павел Корчагин
- «Борис Годунов» — Самозванец
- «Семья» Попова — Володя Ульянов
- «Генерал Ватутин» Дмитерко — генерал Ватутин
- «Варвары» — Монахов
- «Бесприданница» — Карандышев
- «Мещане» — Перчихин
- «Фальшивая монета» Максим Горький — Яковлев
- «Алые всадники» Владимир Кораблинов — Лука Леженин
- «Соловьиная ночь» Валентин Ежов — Лукьянов
- «История одной любви» Константин Симонов — Николай Голубь
- «Великоманов» Стефан Костов — Великоманов
- «Чти отца своего» Виктор Лаврентьев — Капитон Егорович

## Фильмография
- 1932 — Суд должен продолжаться (немой) — эпизод
- 1935 — Лунный камень — Рахим
- 1942 — Непобедимые — Власов
- 1943 — Белорусские новеллы (киносборник) — Мирон Фаталинский, танкист, пулемётчик
- 1969 — Старый дом — Михаил Семёнович Щепкин, выдающийся русский актёр